# Drive (football américain)
Au football américain, un drive est une série continue de jeux offensifs gagnant des yards permettant d'avoir de nouvelles premières tentatives ou premiers downs, menant généralement à une occasion de marquer des points, soit par un touchdown soit par un field goal.